# Kultur i Slovenien
Kultur i Slovenien är kulturen i republiken Slovenien och kultur producerad av slovener i andra länder, till exempel av de slovenska minoriteterna i Italien och Österrike.

## Litteratur

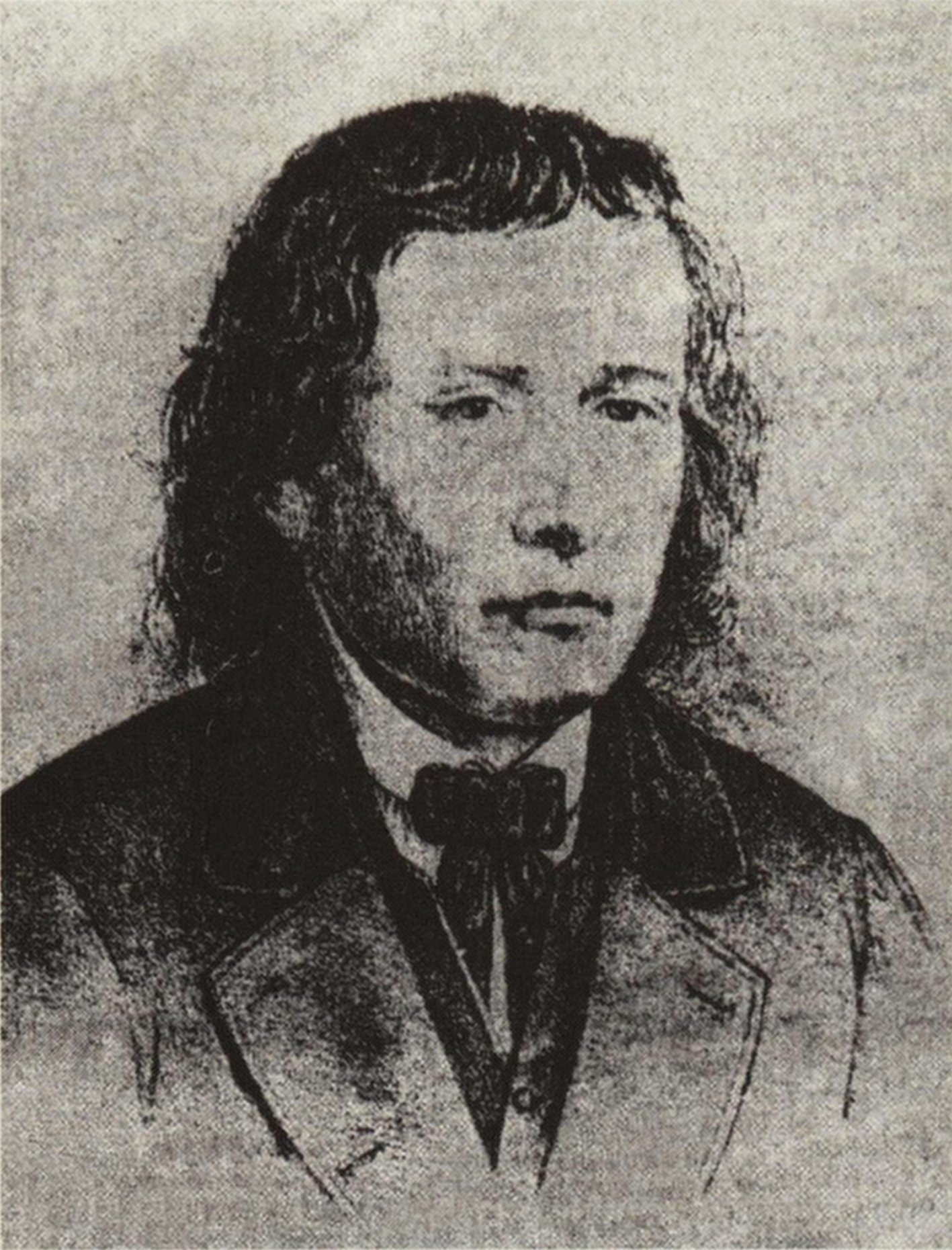
Ett av två fotografier som avbildar diktaren France Prešeren
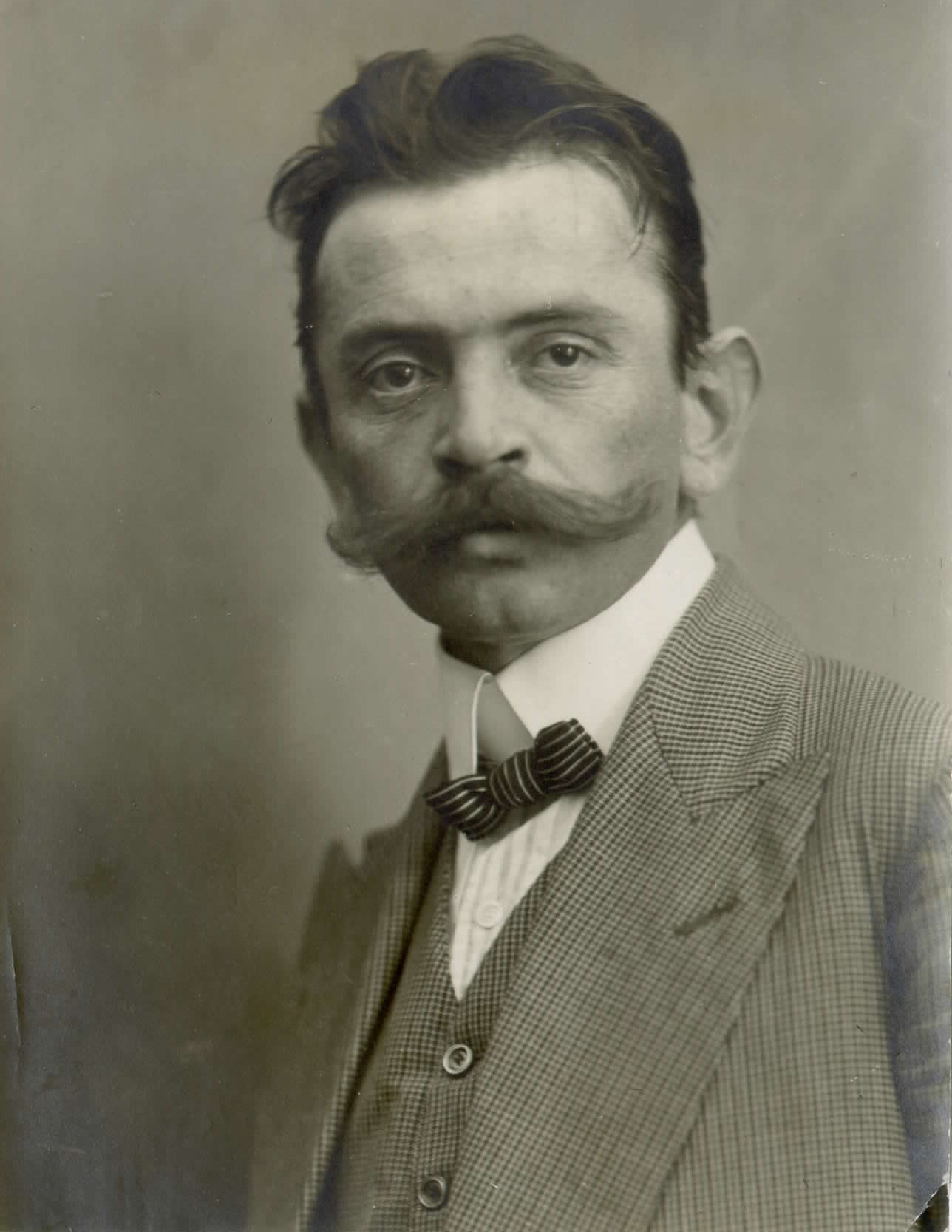
Ivan Cankar
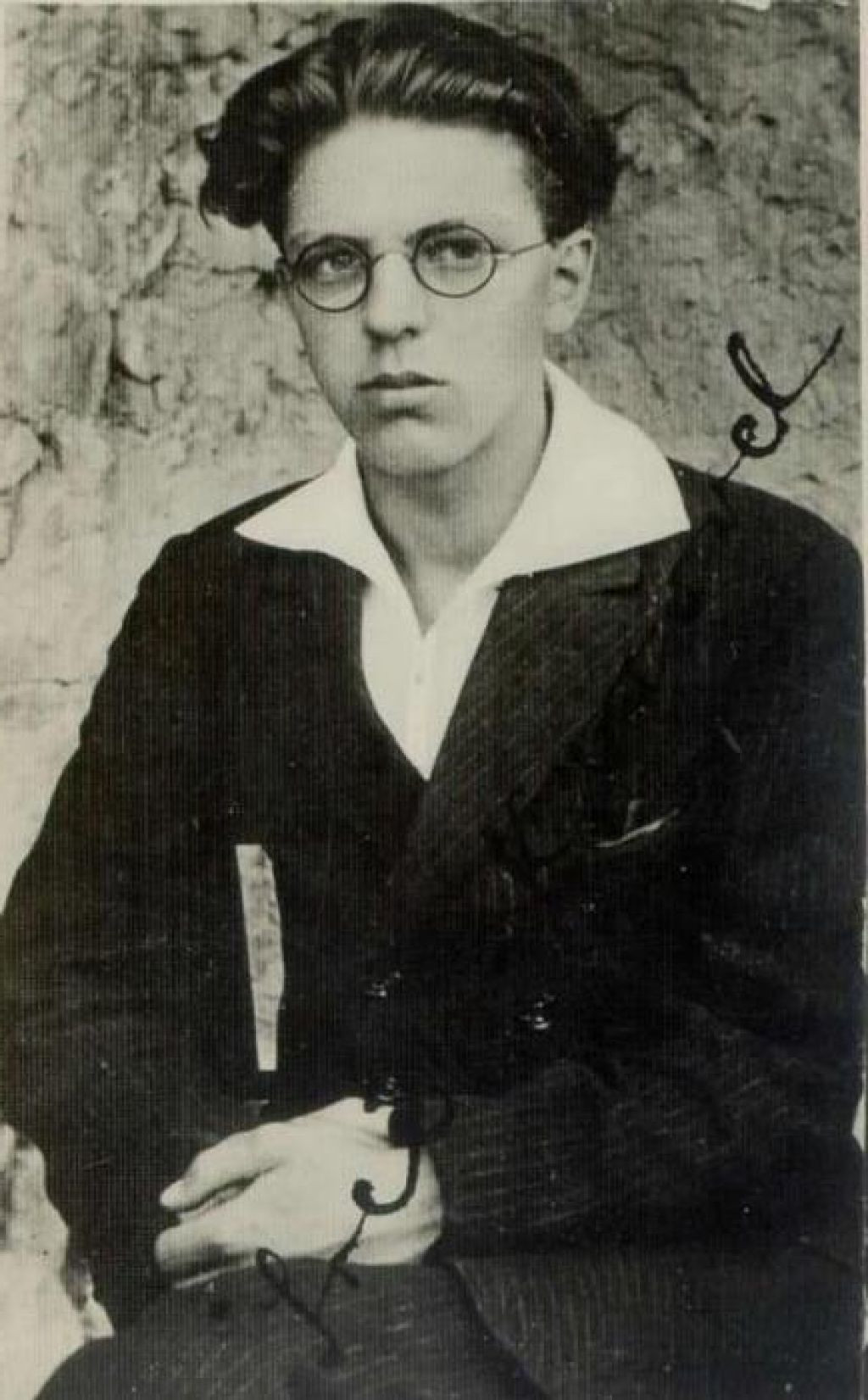
Srečko Kosovel
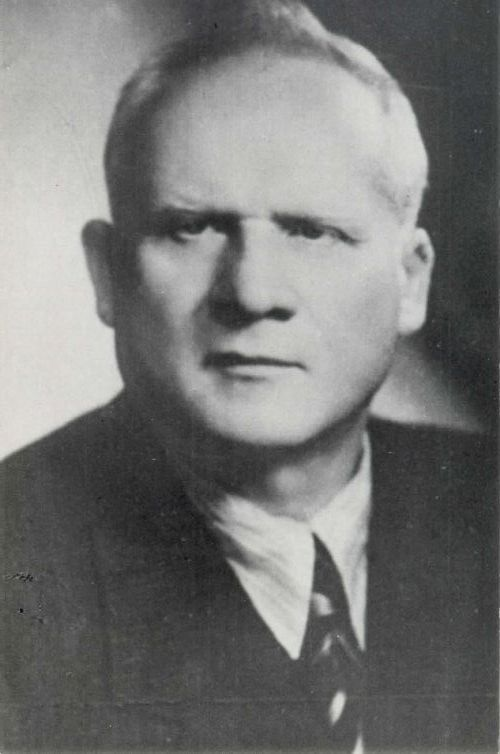
Prežihov Voranc

## Konst

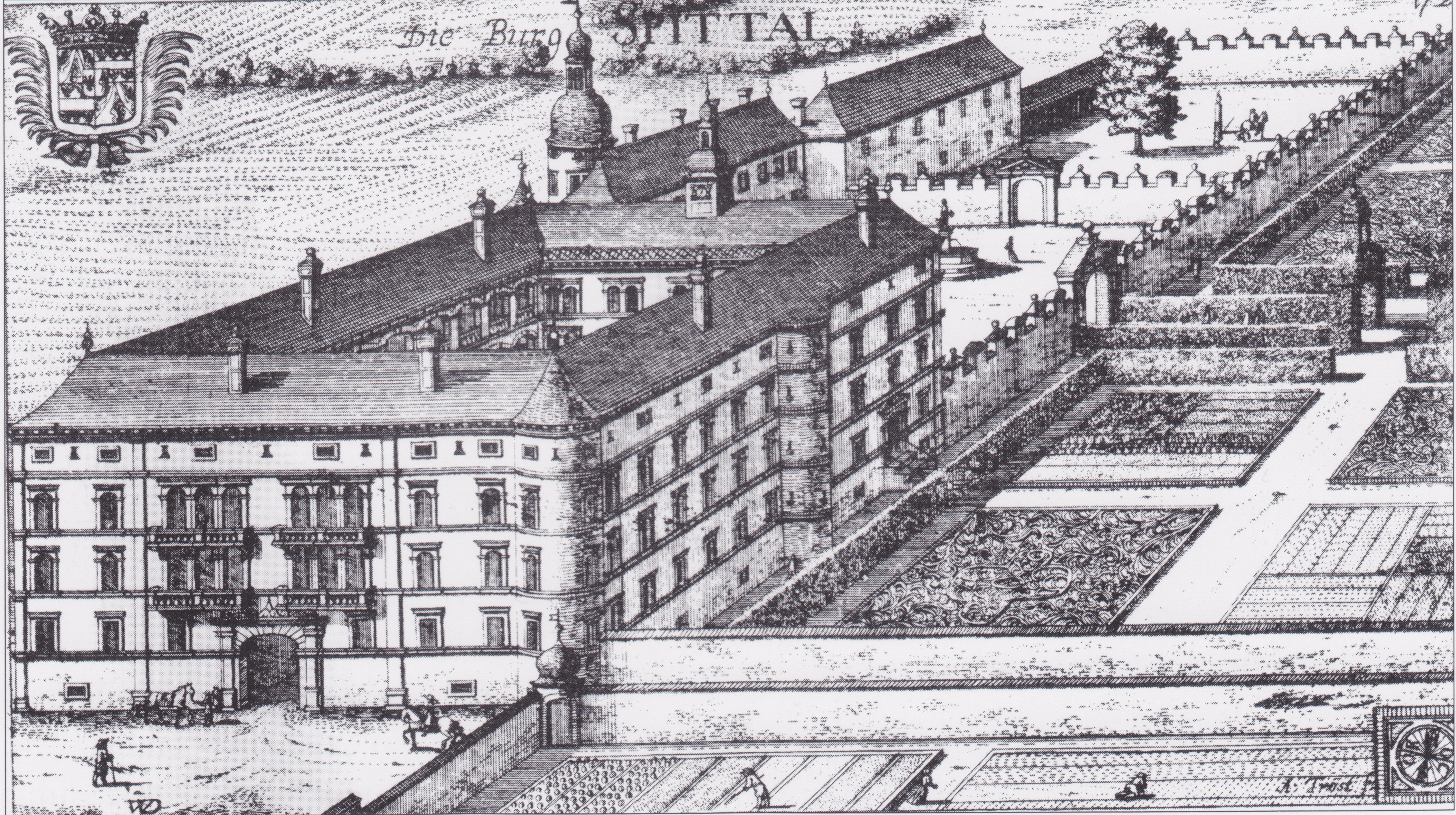
J. A. Trost: Schloss Porcia, 1688.

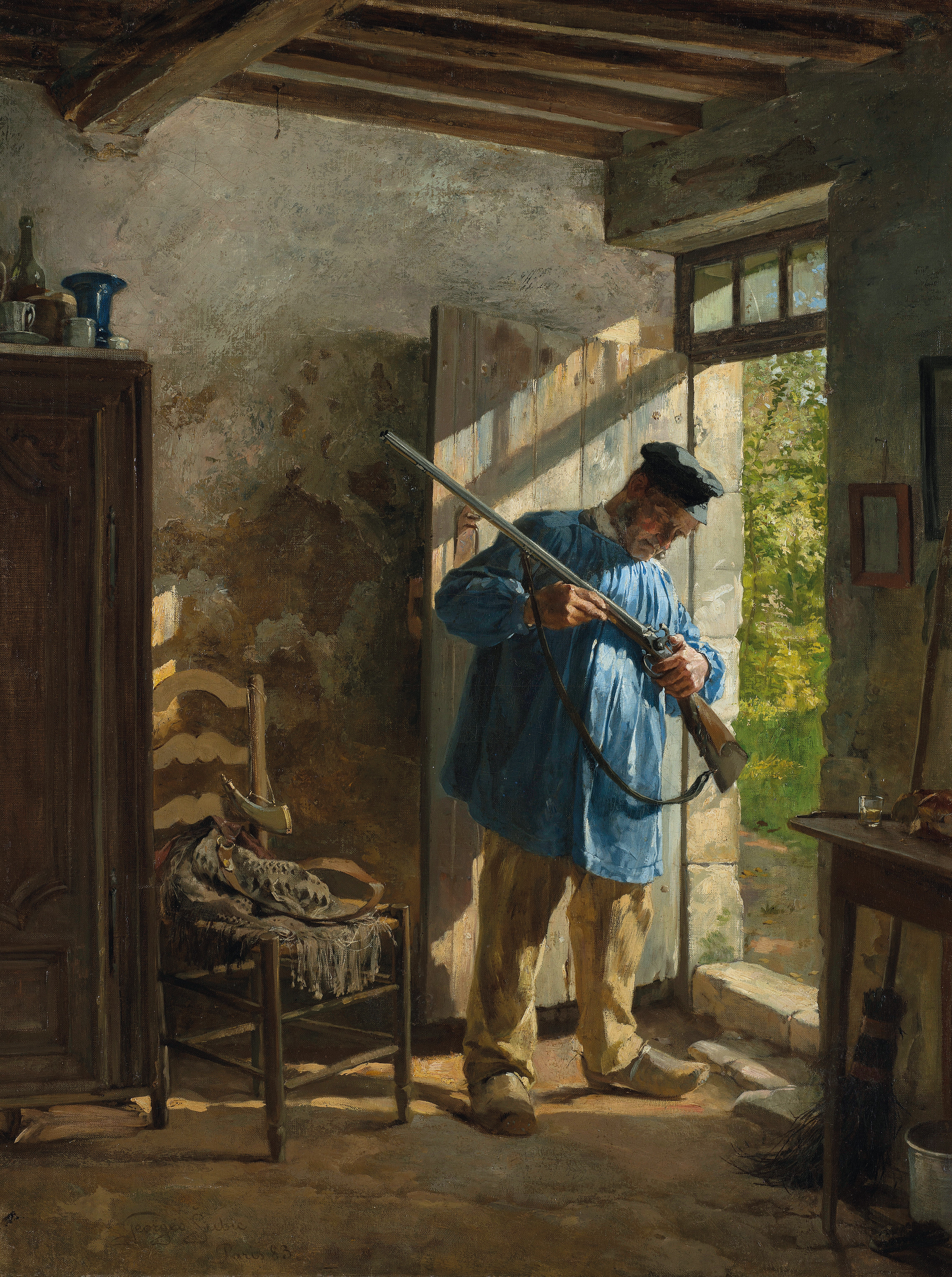
Jurij Šubic: Pred lovom (Före jakten), 1883

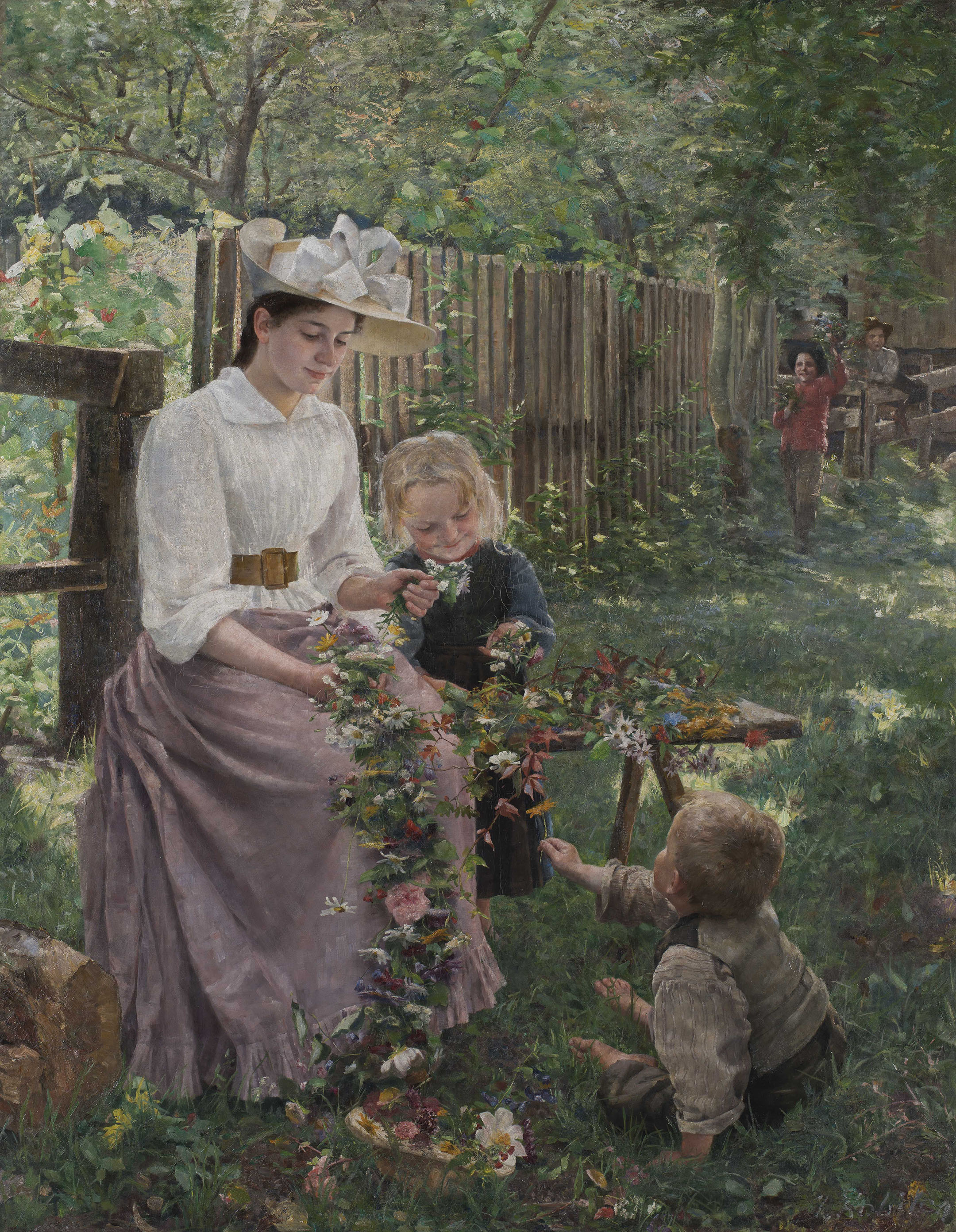
Ivana Kobilca: Poletje (sommar)

### Till och med 1600-talet
Väggmålningarna i Minorit kyrkan i Ptuj, från slutet av 1200-talet är de tidigaste figurativa målningarna på slovenskt område, samt de i Ptujs sockenkyrkas västra galleri. De var målade i  ”Zackenstil”. De flesta slovenska kyrkor är målade under denna period i al secco men i mitten av 1300-talet övergick det till målning i al fresco. Från 1200-talet till 1550 utvecklades en typisk centraleuropeisk stil som först var en linjär platt stil för att i mitten av 1300-talet bli influerad av  Giotto di Bondones innovationer. Under första halvan av 1400-talet var en ”mjuk stil” förhärskande som i slutet av 1400-talet ersattes med en gotisk realism. Reformationen avbröt måleriets utveckling under andra halvan av 1500-talet. I början av 1600-talet ville Ljubljanas biskop och motreformator Tomaž Hren (1560-1630) att man skulle dekorera kyrkorna och detta bidrog till att konstverksamheten åter kom igång. Väggmålningarna under 1600-talet var i huvudsak dekorativa, stafflimåleriet baserades oftast på etsningar. I de slovenska slotten, under 1600-talet, var det brukligt att man hade sitt eget galleri som mest bestod av familjemedlemmarnas porträtt.
Under barocken skedde en förnyelse av måleriet och grafiken. År 1677 bildades ett målarskrå i Ljubljana men den hade bara en social funktion. Detta gjorde att friherren Janez Vajkard Valvasor (1641-1693) hade mer inflytande inom konsten. Han anställde tyska, holländska och slovenska grafiker och tryckare som skulle bidra till böcker som Valvasors Die Ehre dess Hertzogthums Crain. Från 1672 till 1689 fanns det en "Valvasor grupp" på Bogenšperk slottet, nu i kommunen Šmartno pri Litiji. Den var den första sekulära grafiska verkstaden i Slovenien. Gruppen bestod bland annat av M. Greyscher, I. Koch, J. van der Nypoort, J. A. Trost, J. Rambschissl, P. Ritter-Vitezović, J. Wierix och den mycket hyllade Almanach. I gruppen fanns inga italienare men de som ingick i den var väl förtrogna med den italienska barocken.

### 1700-tal
Från 1693 till 1726 bjöd medlemmarna från Accademia Operosorum i Ljubljana in italienska konstnärer för att bygga "ett nytt Rom". Under denna period byggdes flera barocka byggnader med utsmyckade interiörer. Ljubljanas katedral utsmyckades mellan åren 1701 till 1706 av italienaren Giulio Quaglio II (1688–1751). Slovenen Franc Jelovšek (1700-1764) var hans lärling. Under 1700-talet dominerades den centralslovenska konsten av stafflimåleriet, fransmannen Valentin Janez Metzinger (1699-1759) och  slovenen Fortunat Bergant (1721-1769). Metzinger bodde i Ljubljana från år 1727. Hans konst var inspirerad av italiensk konst från andra halvan av 1600-talet men hade sin egen stil som kom att bli standard för måleriet en bra bit in på 1800-talet i området. Han producerade ungefär trehundra målningar, de flesta av dem var altarbilder. Metzinger samarbetade även ofta med Jelovšek vid kyrkdekorationer. Jelovšek var den främste representanten för väggmåleriet under denna tid i Kranjska (tyska: Krain). Under andra halvan av 1700-talet var den österrikiske målaren Martin Johann Schmidt (1718-1801) en av sin periods främsta. I norra Slovenien var målarna Franz Ignaz Flurer (1688-1742) och Anton Lerchinger (ca. 1720– efter 1792) verksamma, de målade vägg- och stafflimålningar.

### 1800-tal
Under 1800-talet var det religiösa måleriet baserat på den barocka traditionen och influerades av Nasarenerna, medan sekulära teman, speciellt porträtten var Biedermeier, influerade verk av Jožef Tominc (1790-1866), Matevž Langus (1792–1855) och Mihael Stroj (1803-1871). Under 1800-talet växte medelklassen, och de köpte konst för att skapa ett konstgalleri i sitt hem, som i huvudsak brukade bestå av familjeporträtt. Porträttmåleriet blev för konstnärerna deras mest regelbundna inkomstkälla. Sociologiskt band Biedermeier samman det lägre och det högre borgarskiktet och gav uttryck för deras livsideal, inriktning och normer. De gav uttryck för ett nostalgiskt liv, i en patriarkal familj med vänner. Man betonade säkerhet, oberoende och samhörighet.
Anton Karinger (1829 - 1870) och Marko Pernhart (1824-1871) målade romantiska landskap. Karinger var en framstående akvarellmålare och ställde ut på ett flertal utställningar i Centraleuropa. Pernhart är mest känd för att ha målat sjöar och berg men även en serie på 197 teckningar av slott och monument i Koroška (ty: Kärnten). Bröderna Janez Šubic (1850-1889) och Jurij Šubic (1855-1890) samt Anton Ažbe (1862-1905) målade realistiska porträtt, landskap och religiösa målningar. Jurij Šubic var den förste sloven som ställde ut i Paris på den prestigefyllda utställningen Salon som var Académie des Beaux-Arts officiella utställning, år 1883 med tavlan Pred lovom (Innan jakten). Ažbe hade en privat konstskola i München under sekelskiftet 1900. Bland hans elever fanns Ivan Grohar (1867-1911), Rihard Jakopič (1869-1943), Matija Jama (1872–1947) och Matej Sternen (1870–1949) som även var de som blev pionjärerna inom det slovenska impressionistiska måleriet. Ivana Kobilca (1861-1926) var den första formellt utbildade kvinnliga konstnären. Hon målade porträtt, genremålningar och utomhuslandskap.

### 1900-tal
Gruppen Vesna (Vår) med medlemmarna Gvidon Birolla (1881–1963), Maksim Gaspari (1883–1980) och Hinko Smrekar (1883–1943) blandade slovensk folkkonst med jugendelement i början av 1900-talet. De hade alla studerat i Wien. Bland de främsta expressionisterna fanns Božidar Jakac (1899–1989) som grundade den moderna slovenska grafiska konsten samt France Kralj (1895-1960). Båda hade studerat i Prag. Veno Pilon (1896-1970) hade expressionistiska drag i sina verk medan Avgust Černigoj (1898–1985) var konstruktivist. Stane Kregar (1905–73) var pionjär inom den slovenska surrealismen och den abstrakta konsten.
Tone Kralj, född 23 augusti 1900 i Zagorica, Dobropolje, död 9 september 1975 i Ljubljana, var en slovensk målare, skulptör och grafiker. Han studerade bland annat vid konstakademin i Prag.
I slutet av 1920-talet hade han ett nära samarbetade med sin bror, France Kralj (1895–1960), som också var målare och skulptör och målade i expressionistisk stil. Sedan utvecklade Tone Kralj en egen stil inom den monumentala realismen. Han har i sina grafiska verk gestaltat historiska scener av bondeuppror och krig. Han har målat scener ut bibeln, motiv från landsbygd och arbetsliv samt porträtt av den egna familjen.
Tone Kralj illustrerade nyutgåvan av Fran Lestviks berättelse Martin Krpan iz Vrha (Martin Krpan från Vrh) som kom ut 1954, och som är översatt till flera språk, bland annat till svenska (2004).
En viktig del av Tone Kraljs arbete var kyrkomåleri. Hans fresker finns bland annat i pilgrimskyrkan "Santa Maria in excelsis" på toppen av berget Sveta Višarja (italienska Monte Santo di Lussari), nära Tarvisio i Italien och i S:t Antons kyrka på kullen Gradič nära Kobarid, den kyrka kring vilken det italienska krigsmonumentet är byggt. Tone Kraljs konstnärsateljé finns bevarad i Ljubljana. Flera av hans verk har avbildats på slovenska frimärken, bland annat en bild av Martin Krpan som bär sin häst.
Tone Kralj fick 1972 ta emot Prešerenpriset för sin livsgärning inom konsten.

## Arkitektur
De mest framstående slovenska arkitekterna är Jože Plečnik som arbetade i Wien och Prag, Max Fabiani, Ivan Vurnik och Vladimir Šubic.
Max Fabiani föddes den 29 april 1865 i Kobdil (nuvarande Slovenien) och dog den 18 augusti 1962. Fabiani var en slovensk och italiensk arkitekt. Man kan se hans byggnader i Wien och Ljubljana. Hans föddes i en förmögen familj och de hade råd att ge Fabiani en bra utbildning. Förutom italienska, lärde han sig slovenska som talades inom familjekretsen. Han lärde sig även tyska. Han studerade arkitektur i 7 år vid Universitetet i Wien mellan åren 1882-1889. Fabianis första stora byggnadsprojekt var byggnadsplanen för staden Ljubljana som 1895 förstördes av en jordbävning. Han jobbade med Otto Wagner i Wien. Affärs- och bostadshuset Portois & Fix i Wien är en av Fabianis mest kända verk. Byggnaden är klädd med keramiska plattor i ett abstrakt mönster. Denna byggnad blev klar 1900. En annan mycket känd Fabiani byggnad är Urania som blev klar 1910 och även den finns i Wien.

## Musik

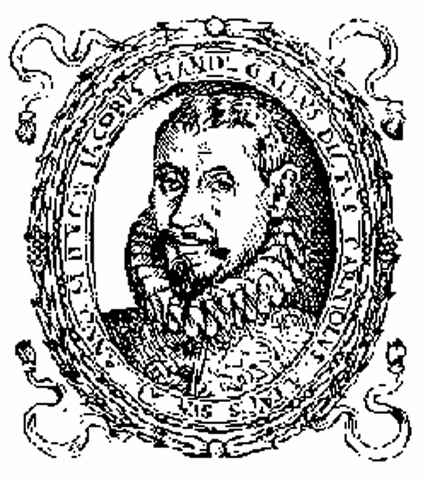
Jacobus Gallus
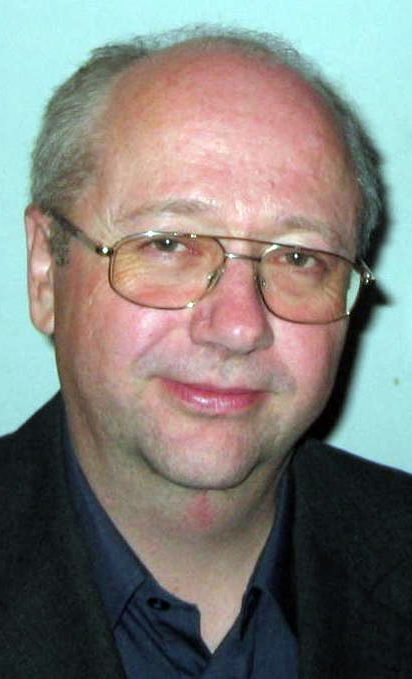
Slavko Avsenik
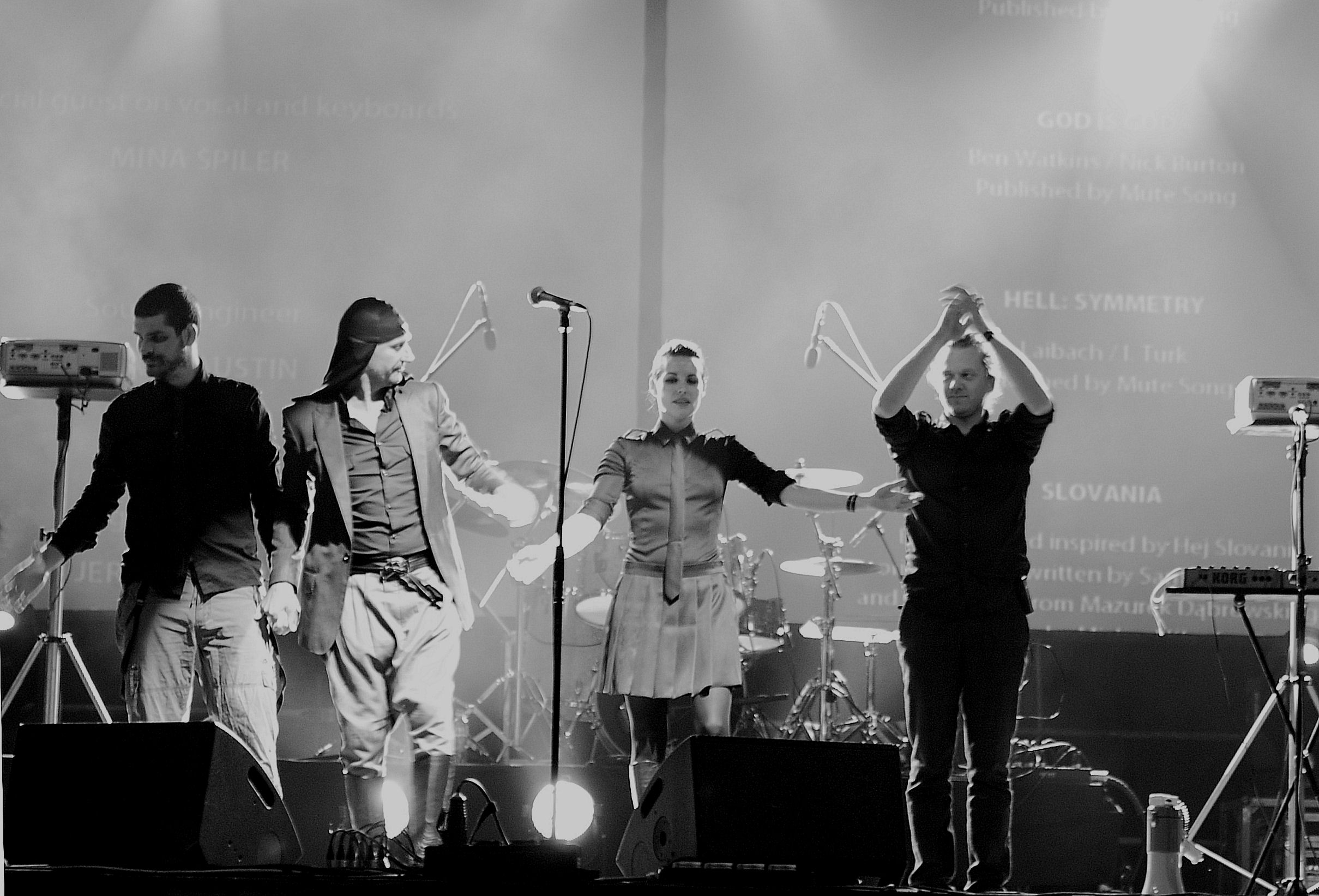
Laibach
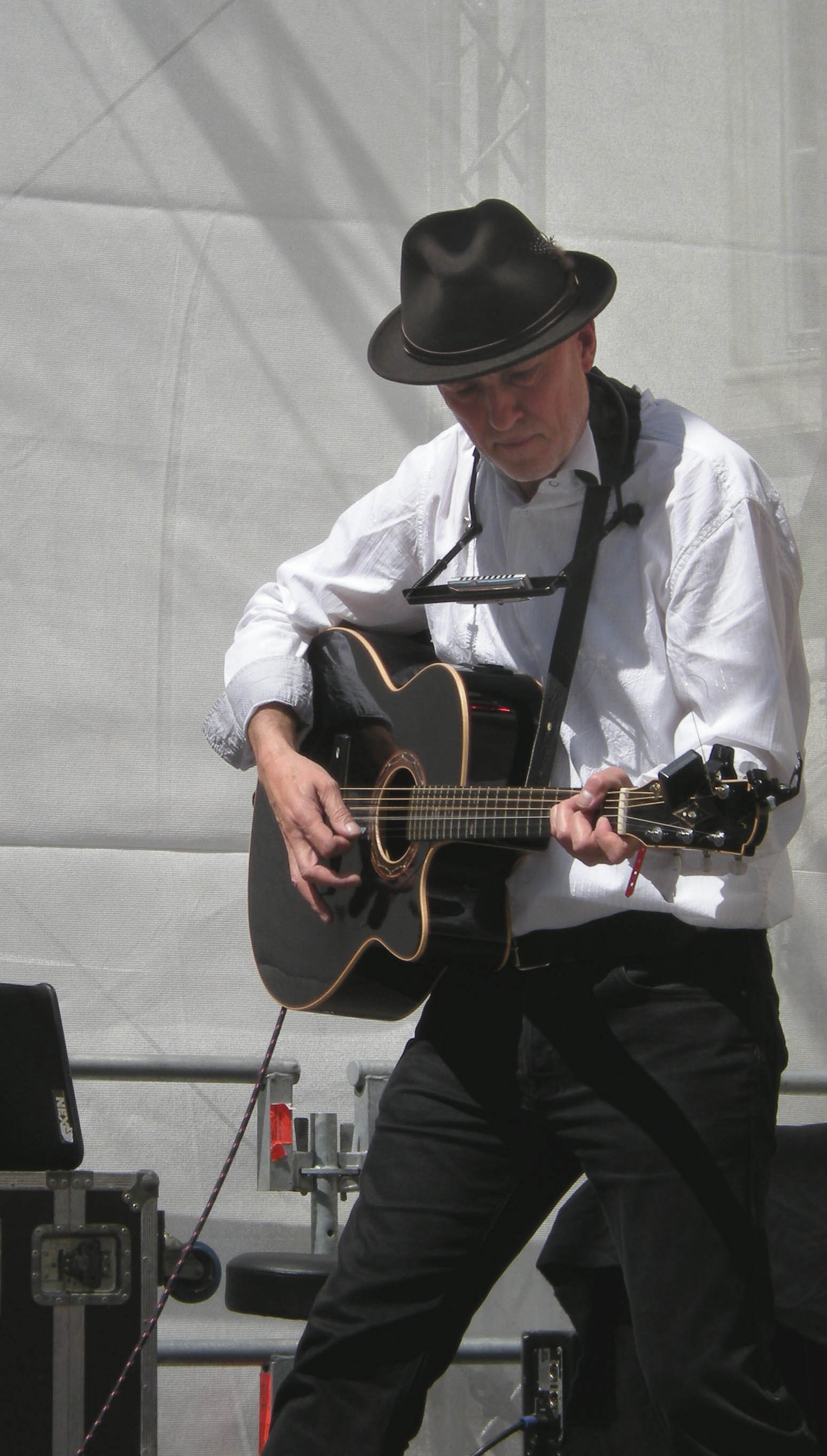
Vlado Kreslin

Från Slovenien kommer många musiker och tonsättare, bland annat renässanskompositören Jacobus Gallus (1550–1591), som haft stor inverkan på centraleuropeisk klassisk musik. På 1900-talet var Bojan Adamič en känd kompositör av filmmusik.
Samtida namn inom populärmusiken är Slavko Avsenik, Laibach, Vlado Kreslin, Zoran Predin, Pero Lovšin, Silence, New Swing Quartet, DJ Umek, Valentino Kanzyani, Melodrom, Siddharta, Magnifico m.fl..
Vlado Kreslin, född 1953 i Beltinci, Prekmurje, är musiker och poet. Kreslin slog igenom som vokalist i bandet Martin Krpan på 1980-talet. Han har därefter haft en framgångsrik solokarriär tillsammans med bl.a. en slovensk folkgrupp, Beltinška, och med musikerna i Mali bogovi. I Kreslins musik finns spår både av hans egen hemtrakts folkmusik och av etnomusik från andra regioner/världsdelar. Denna traditionella skepnad kläds ibland i modern rockmusik och ibland i melankoliska stråkackompanjemang. Kreslin har gett ut drygt tiotalet musikalbum, tre poesi-samlingar, ett prosa-verk och några översättningar. Han anses vara en av nutidens (2011) mest populära slovenska artister.

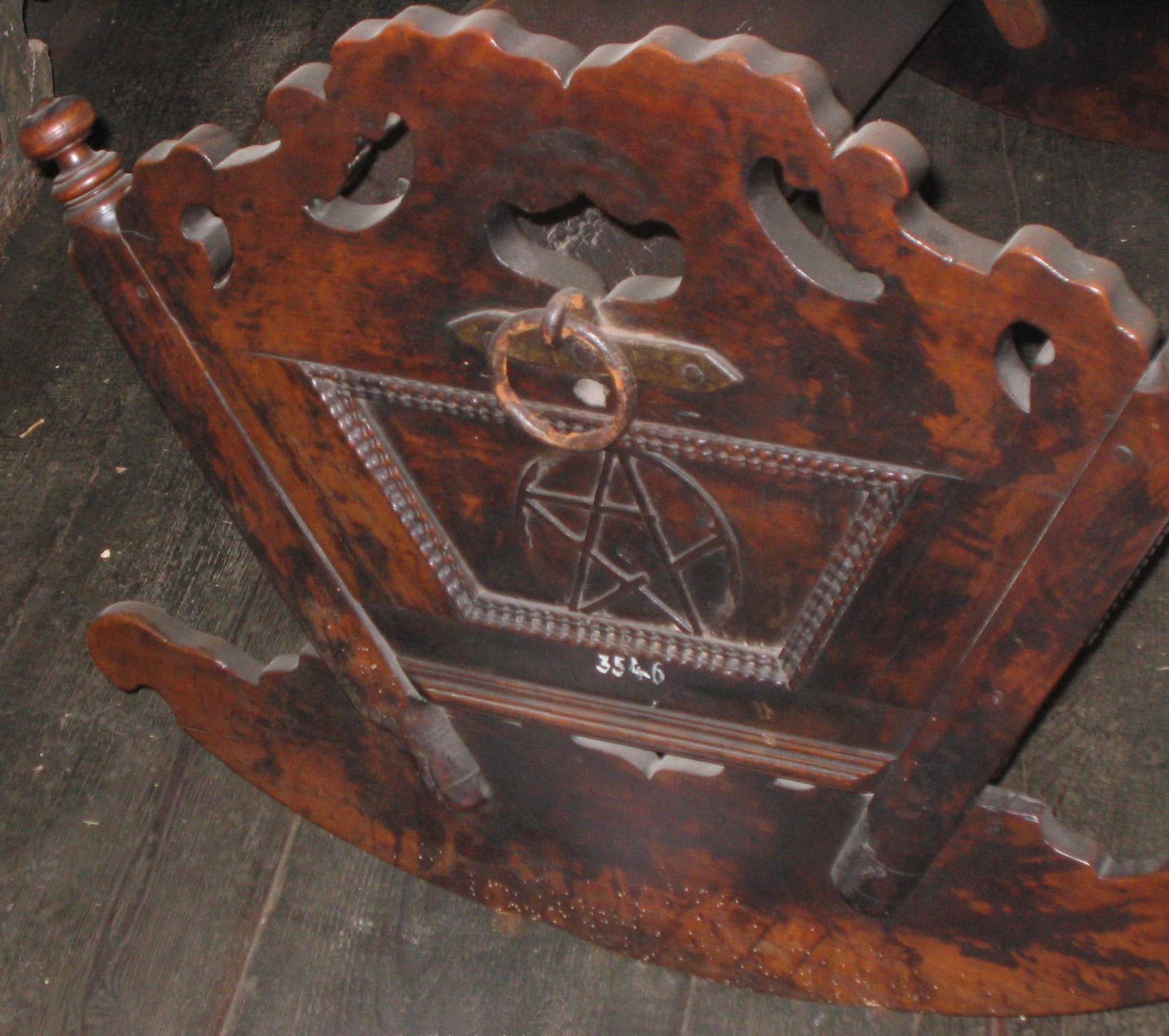
Pentagram på vagga

Trutamora Slovenica är en ensemble som presenterar det slovenska folkmusikaliska arvet med instrument, sånger, danser och konserter. De gör också animationskonserter för barn. De har således en stor målgrupp, från förskolebarn och uppåt. Ensemblen har sitt ursprung i duon Omerzel-Terlep som sedan 1971 har samlat in slovenska folkinstrument. Numera utgörs ensemblen av tre personer: Dr Mira Omerzel Terlep, Tine Omerzel Terlep och Mojka Žagar. År 2008 firade de 30-årsjubileum och utförde konserter med slovenska folksånger och folkinstrument. Konserterna var baserade på etnisk-musikvetenskapliga forskningar om slovenska folkinstrument. Ensemblen använder sig av ett antal olika instrument som žvegla (träkorsflöjter i olika storlekar), panflöjt, fiol, harpa, dvojnice (dubbel träflöjt), säckpipa, surla (flöjt från Istrien), kohorn, violin, cittra och trummor (bland annat djävulstrumman/hudičev boben). De använder även ett antal enkla redskap av naturmaterial för att skapa olika ljud som blad, frukter, klockor och skedar. Namnet trutamora härstammar från ett gammalt slovenskt namn på ett apotropeiskt tecken, ett pentagram. Man målade tecknet på vaggor där man lade sina nyfödda barn. Detta för att skydda barnen mot mardrömmar, sjukdomar med mera. Namnet på ensemblen valdes för att man ville symbolisera att den slovenska folkmusiken ska läggas i vaggan, så att de unga ska få lärdom om sin tradition och slippa problem med att finna sin identitet.

## Film
Slovensk film har en mer än hundraårig tradition med namn som bland annat Karol Grossmann, Veličan Bešter, Božidar Jakac, Janko Ravnik, Ferdo Delak, France Štiglic, Mirko Grobler, Igor Pretnar, France Kosmač, Jože Pogačnik, Matjaž Klopčič, Jane Kavčič, Jože Gale, Boštjan Hladnik och Karpo Godina som de mest framstående filmskaparna. De samtida regissörerna Janez Burger, Jan Cvitkovič, Damjan Kozole, Janez Lapajne och Maja Weiss är de viktigaste representanterna för den så kallade "Renässansen inom slovensk film".
Kekec trilogin är tre filmer som handlar om den lilla vallpojken Kekec och hans äventyr i de Juliska alperna. Den första filmen om Kekec (Kekec, 1951) var den första slovenska filmen som vann pris på en internationell filmfestival när den vann ett gyllene lejon för bästa ungdomsfilm vid den 16 internationella filmfestivalen i Venedig. Den andra Kekecfilmen (Srečno Kekec 1963) var den första slovenska färgfilmen. Den tredje filmen om Kekec heter Kekčeve ukane och kom ut 1968. Filmerna om Kekec och karaktärerna från dem är några av de mest välkända slovenska filmkaraktärerna och Kekecfilmerna är klassiker.

## Vetenskapsmän
Bland slovenska vetenskapsmän återfinns bland annat kemisten och nobelpristagaren Friderik Pregl, fysikern Jožef Stefan, filosoferna Slavoj Žižek, Mladen Dolar, Alenka Zupančič och Milan Komar, lingvisterna Franc Miklošič och Jernej Kopitar, teologen Jadran Strle, sociologerna Thomas Luckmann och Jože Pučnik, läkaren Anton Marko Plenčič, matematikern Jurij Vega, raketkonstruktören och rymdpionjären Herman Potočnik.
Jože Pučnik föddes den 9 mars 1932 och dog den 11 januari 2003. Pučnik var en slovensk sociolog, känd intellektuell och politiker. Han föddes i den lilla byn Črešnjevec i Slovenien (dåvarande Jugoslavien), till en bondefamilj. Familjen sympatiserade med att Slovenien skulle vara självständigt och inte tillhöra Jugoslavien. Under Titos kommunistiska styre, i det forna Jugoslavien, var Pučnik en av de mest frispråkiga slovenerna som kritiserade diktaturen. Han satt i fängelse i 7 år och blev tvungen att fly landet. Pučnik återvände till Slovenien på 1980- talet och blev ledare för den demokratiska oppositionen. År 1990 valdes nästan Pučnik till Sloveniens president, men förlorade mot Milan Kučan. Pučnik fick dock en plats i parlamentet och fortsatte att vara ledare för den demokratiska oppositionen. Han var en förkämpe för slovensk självständighet och anses vara en av dem som bidrog till att Slovenien blev självständigt från Jugoslavien. Pučnik dog 2003 i Tyskland, men blev begraven i Črešnjevec. Många deltog på begravningen. Sloveniens största flygplats, som ligger i Ljubljana, heter just Jože Pučnik till Pučniks ära.

## Traditioner
Kurentovanje är en populär karnevalstradition som äger rum mellan fettisdagen och fastlagssöndagen. Namnet har den fått från en gammal hednisk figur kallad kurent eller korent. Figuren är klädd i fårpäls och har ett bälte med högljudda klockor runt midjan. På huvudet har han en mask med horn, fjädrar, näbb och en lång tunga. Meningen är att kurentfigurerna skrämmer iväg vintern och dansar in våren. Hemorten för kurentfigurerna är staden Ptuj i Steiermark (Štajerska) där traditionen är mycket levande.